# Chesham
Chesham ist eine Kleinstadt in der Grafschaft Buckinghamshire in England. Das Siedlungsgebiet ist in unterschiedliche Bereiche mit den Funktionen Wohnen, Industrie, Einzelhandel und Dienstleistungen aufgeteilt. Chesham ist eine Marktstadt, daher finden regelmäßig unterschiedliche Märkte im Stadtzentrum statt, auf denen teilweise lokal hergestellte Produkte verkauft werden.

## Lage
Chesham liegt 40 km nordwestlich des Stadtzentrums von London. Es befindet sich am nordwestlichen Ende der Londoner Metropolitan Line in einer Senke. Im Ort entspringt der Fluss Chess.

## Infrastruktur und Freizeitangebote

### Freizeitangebote
In Chesham gibt es das Elgiva Theatre, das Freibad Chesham Moor sowie den Lowndes Park. Chesham ist Ausgangspunkt zahlreicher Wanderwege durch Chiltern.

### Museum

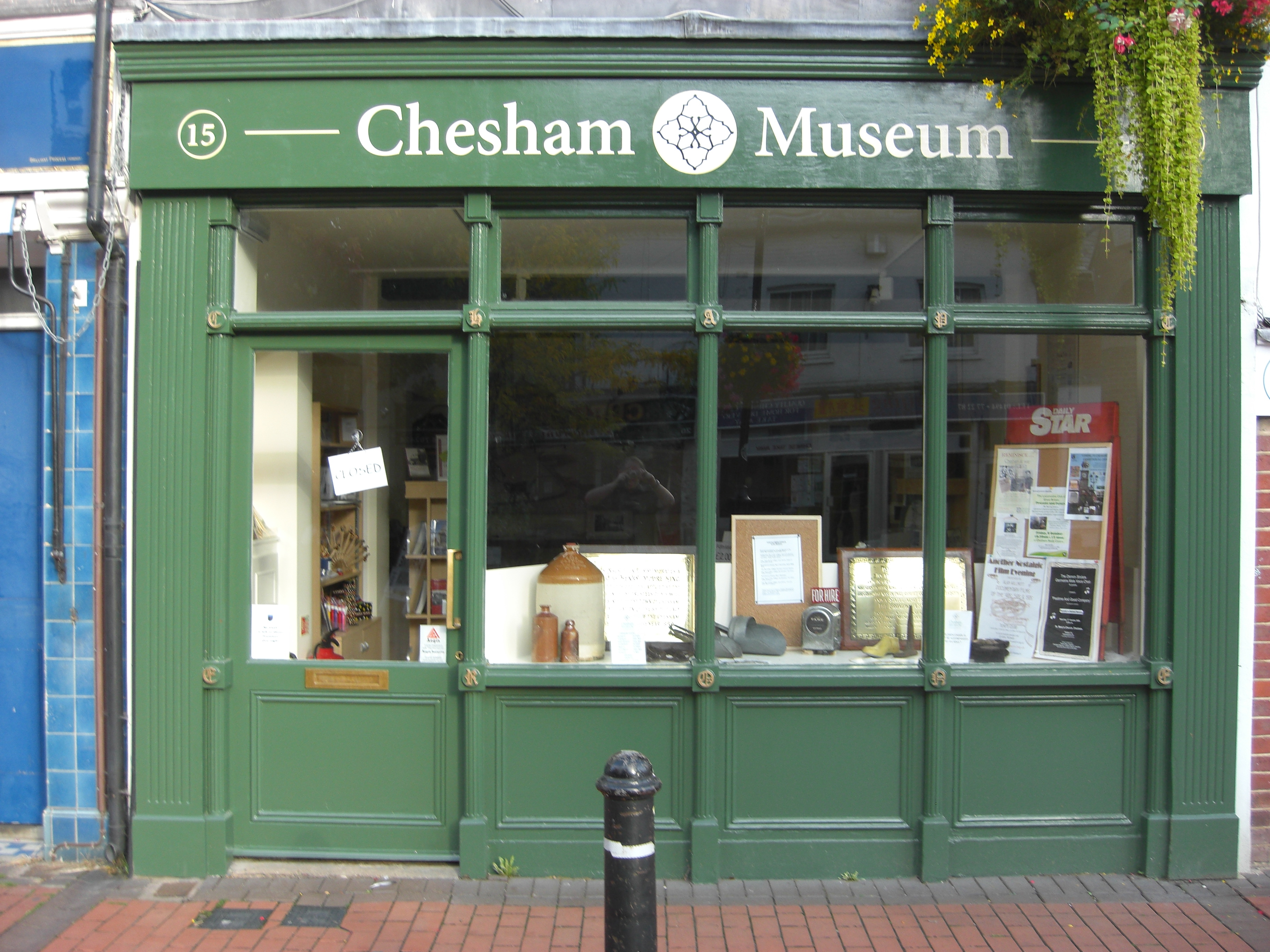
Das Chesham Museum an der Market Square

Das seit den 1990er Jahren bestehende Chesham Museum behandelt das Themengebiet der ehemaligen Industriebetriebe Cheshams. Es ist auf Initiative Dr Arnold Baines' verwirklicht worden. Während es bis 2002 seine Exponate in 38 verschiedenen Ausstellungen in der Stadtbibliothek ausstellte, wurden ab 2003 Räumlichkeiten der Gamekeeper's Lodge verwendet. 2004 erhielt das Museum den Status eines Eingetragenen Vereins. Da der Bestand an Exponaten wesentlich vergrößert wurde und sich die Ausstellungsfläche erneut als zu klein erwies, wechselte das Museum 2009 erneut seinen Standort. Seitdem befinden sich die Räumlichkeiten an der Market Square. Der Museumsbetrieb wird durch ehrenamtliche Mitarbeiter, Geldspenden sowie den Verkauf von Antiquitäten im Museumsshop unterstützt.

### Verkehrsanbindung

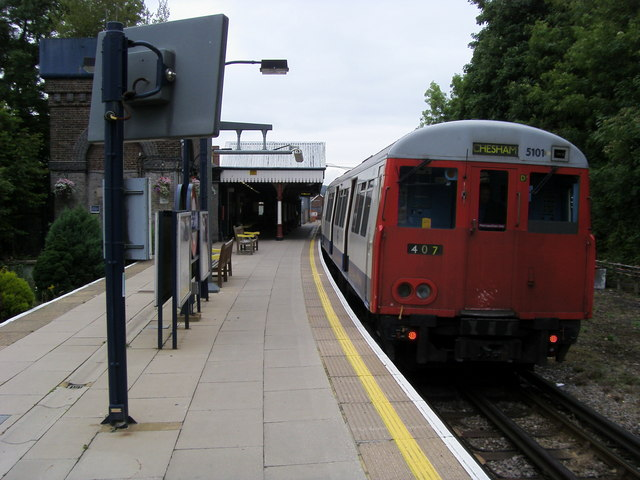
Zug der Metropolitan Line im Bahnhof

Chesham ist mit der Metropolitan Line der London Underground mit London verbunden. Die Züge fahren bis Baker Street, teilweise auch weiter bis nach Aldgate.

### Märkte

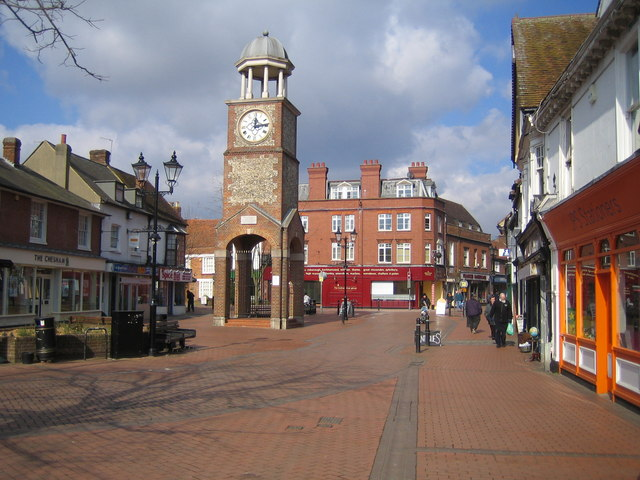
Auf dem Marktplatz

Der Local Produce Market findet einmal im Monat statt. Dort werden Lebensmittel und Handwerkserzeugnisse aus einem maximalen Umkreis von 10 Meilen verkauft. Als Ziel setzen sich die Organisatoren, durch die Unterstützung von regionalen Lebensmitteln und der Verringerung der Anfahrtswege von Produkten für mehr Nachhaltigkeit zu sorgen.
Der General Market findet an zwei Wochentagen statt und wird von der Amersham and Chesham Market Co-operative des Chiltern District organisiert. Hier wird ein breites Spektrum an Waren angeboten.
Der Street Market findet monatlich statt. Auf ihm werden wiederverwendete und selbst hergestellte Produkte verkauft, da das Ziel der Organisatoren von Better Chesham eine größere Kreativität von, vor allem jungen, Menschen ist. Dieses wird unter anderem durch ein Mentorenprogramm gefördert.

### Bildung
Die Chesham Grammar School liegt unweit des Stadtzentrum in einem nordöstlichen Wohngebiet.

## Einwohnerzahl
Im Jahr 2001 hatte Chesham 20.343 Einwohner. Bis ins Jahr 2015 war die Zahl bereits auf über 21.000 Einwohner gestiegen. Damit ist Chesham die größte Stadt im District.

## Partnerstädte
Seit 1986 ist Chesham Partnerstadt von Houilles in Frankreich und seit 1990 von Friedrichsdorf. Außerdem besteht eine Partnerschaft mit der spanischen Gemeinde Archena in der Region Murcia.
- Houilles
- Friedrichsdorf
- Archena

## Persönlichkeiten
- Charles Harrison (1942–2009), Konzeptkünstler, Autor, Herausgeber und Mitglied der Künstlergruppe Art & Language.
- Simon Spillett (* 1974), Jazzmusiker und -autor.